# 파브리치오 소코르시
파브리치오 소코르시(Fabrizio Soccorsi, 1942년 2월 2일 ~ 2021년 1월 9일)는 이탈리아의 의사로, 교황 프란치스코의 주치의를 맡았다.
로마에서 태어나 1968년 라 사피엔차 대학교 의대를 졸업했다.
이탈리아의 코로나19 범유행 중이던 2020년 연말에 코로나19와 합병증으로 아고스티노 제멜리 대학 병원에 입원했다. 이듬해 1월 9일 코로나19에 의한 폐렴으로 사망했다.